# Dating Amber
Dating Amber je irský hraný film z roku 2020, který režíroval David Freyne podle vlastního scénáře. Příběh se odehrává v polovině 90. let na irském maloměstě.

## Děj
Eddie je středoškolák, který žije s rodiči a mladším bratrem v malém městě. Eddieho otec je profesionální voják a rád by, aby také jeho syn pokračoval v jeho stopách. Eddie má sice podanou přihlášku na vojenskou školu, ale armáda ho příliš neláká. Ve škole je navíc terčem posměchu spolužáků, protože doposud neměl žádnou dívku. Aby zamaskoval svou homosexualitu, přemluví svou spolužačkou Amber, aby spolu na oko chodili. Amber není příliš nadšená, ale protože sama je lesba, tak se jí takové maskování též hodí. Při svých tajných výletech do Dublinu se Amber v gay klubu seznámí s Hannah. Eddie zde potká známého ze školy a zpanikaří. Zatímco Amber se doma rozhodne ke coming outu, což se však dozví záhy celá škola, Eddie pokračuje dál v utajování. Podaří se mu úspěšně složit zkoušky na vojenskou školu. Ovšem v den odjezdu ho Amber přemluví, ať raději odjede pryč z města začít nový život.

## Obsazení
| Fionn O'Shea    | Eddie   |
| Lola Petticrew  | Amber   |
| Sharon Horgan   | Hannah  |
| Barry Ward      | Ian     |
| Simone Kirby    | Jill    |
| Evan O'Connor   | Jack    |
| Ian O'Reilly    | Kev     |
| Emma Willis     | Tracey  |
| Anastasia Blake | Janet   |
| Lauryn Canny    | Sarah   |
| Shaun Dunne     | Cian    |
| Adam Carolan    | Geoff   |
| Peter Campion   | Sweeney |
| Arian Nik       | Adam    |